# Sharga
Sharga (mongoliska: Шарга Сум, Шарга) är ett distrikt i Mongoliet.   Det ligger i provinsen Gobi-Altaj, i den västra delen av landet, 900 km väster om huvudstaden Ulaanbaatar.